# Postumio Cominio Aurunco
Postumio Cominio Aurunco (in latino Postumius Cominius Auruncus; fl. VI-V secolo a.C.) è stato un politico e militare romano del VI e del V secolo a.C.

## Biografia
Fu eletto console nel 501 a.C. con Tito Larcio, ma non portò a termine il mandato consolare a causa della nomina del collega a dittatore (la prima volta nella storia di Roma) a causa delle tensioni con i Latini.
Fu eletto console una seconda volta nel 493 a.C. con Spurio Cassio Vecellino.
Mentre Spurio Cassio era trattenuto a Roma per la stipula della pace tra Roma e la lega Latina, che per questo sarebbe stata ricordata come foedus Cassianum, Postumio Comino guidò l'esercito romano contro i Volsci di Anzio, che venne espugnata.
Successivamente la campagna militare fu rivolta contro le città volsce di Longula, Polusca e Corioli, tutte e tre conquistate dai Romani, quest'ultima con l'apporto decisivo di Gneo Marcio Coriolano, tanto che Tito Livio annota:
(Livio, Ab Urbe condita libri, II,  33.)
Nel 488 a.C. fu uno dei cinque ex-consoli inviati dal Senato al campo dei Volsci a intercedere con Coriolano, quando questo stava avanzando contro Roma.